# 寿町駅 (長野県)
寿町駅（ことぶきちょうえき）は、かつて長野県小県郡丸子町（現在の上田市）にあった上田丸子電鉄西丸子線の駅（廃駅）である。

## 歴史
- 1926年（大正15年）8月12日：上田温泉電軌依田窪線の駅として開業。
- 1939年（昭和14年）8月30日：上田電鉄に社名変更。地方鉄道となり西丸子線と改称。
- 1943年（昭和18年）10月21日：上田電鉄と丸子鉄道が合併して上田丸子電鉄が発足。上田丸子電鉄の西丸子線の駅となる。
- 1961年（昭和36年）6月29日：同月25日の昭和36年梅雨前線豪雨により休止となる。
- 1963年（昭和38年）11月1日：西丸子線廃止にともない廃駅となる。

## 駅構造
単式ホーム1面1線と待合室があるだけの無人駅であった。

## 廃線後
上田丸子電鉄西丸子線の駅は廃止後、消滅しているか完全な形で残っていないケースがほとんどな中で、当駅跡は2013年（平成25年）まで上田バスが運行する代替路線バスのバス停として待合室等が完全な形で残っていた。しかし、道路整備事業のため2014年（平成26年）に電車時代からの待合室等が取り壊された。その後はバス停が設置されている場所が駅のあった場所を伝えている。

## 隣の駅
上田丸子電鉄
西丸子線
川端駅 - 寿町駅 - 河原町駅